# فرودگاه تکبانده پونتا سن کارلوس
 فرودگاه تکبانده پونتا سن کارلوس (به انگلیسی: Punta San Carlos Airstrip) یک فرودگاه همگانی است که یک باند فرود خاک دارد و طول باند آن ۹۶۱ متر است. این فرودگاه در کشور مکزیک قرار دارد و در ارتفاع ۳ متری از سطح دریا واقع شده است.